# 塞尔塔内雅
塞尔塔内雅是巴西巴拉那州的一个市镇。总面积428平方公里，总人口5984人，人口密度14人/平方公里。